# كيمي أغوستين
كيمي أغوستين (بالهولندية: Kemy Agustien)‏ (20 أغسطس 1986 ويلمستاد كوراساو - ) هو لاعب كرة قدم هولندي، يلعب كلاعب وسط.

## وصلات خارجية
كيمي أغوستين على موقع الاتحاد الدولي (مؤرشف)  (الإنجليزية)
- كيمي أغوستين على موقع الاتحاد الأوربي (الإنجليزية)
- كيمي أغوستين على موقع قاعدة بيانات كرة القدم.إي يو (الإنجليزية)
- كيمي أغوستين على موقع ناشيونال فوتبول تيمز (الإنجليزية)
- كيمي أغوستين على موقع Soccerbase.com (لاعب) (الإنجليزية)
- كيمي أغوستين على موقع Soccerway.com (الإنجليزية)
- كيمي أغوستين على موقع عالم كرة القدم.نت (الإنجليزية)
- كيمي أغوستين على موقع AS.com (الإسبانية)